# Dicraspidia donnell-smithii
Dicraspidia donnell-smithii là một loài thực vật có hoa trong họ Muntingiaceae. Loài này được Standl. mô tả khoa học đầu tiên năm 1929.